# Шољица за кафу
Шољица за кафу је посуда у којој се послужују кафа и пића на бази еспреса. Шољице за кафу су обично направљене од глазиране керамике, и имају једну ручицу за држање, јер је напитак врућ. Керамичка конструкција омогућава да се напитак пије врућ, пружајући изолацију напитку, и брзо се пере хладном водом без страха од лома, у поређењу са типичним стакленим посуђем.
Шоља за кафу такође може бити шоља за једнократну употребу у којој се могу налазити топли напици, укључујући кафу. Шоље за кафу за једнократну употребу могу се правити од папира или полистиренске пене. У кафићима се папирне чаше обично користе за давање пића купцима у покрету, обично са поклопцем, и омотачем ради заштите од топлоте.
Нови алтернативни тренд види да потрошачи купују шоље за кафу за вишекратну употребу уместо шоља за једнократну употребу, јер одрживији приступ потрошњи кафе постаје све популарнији. Ту могу бити шоље од бамбуса, чаше направљене од полипропилена, као и других органских материјала попут скроба и папирне пулпе. Истраживања показују да се само 1 од 400 шоља за једнократну употребу рециклира, а извештавање у медијима подстакло је потрошаче да траже алтернативе.

## Историја
У прошлости су се други материјали користили за израду шољица за кафу: резбарене кости, глина, дрво, ојачано стакло, метал, керамика и порцелан.

### Поклопци шоље за кафу
Обично направљен од пластике, први патент за дизајн поклопца шољице за кафу поднет је 1967. године и усредсређен је на стварање чврстог заптивача како би се смањило цурење и створио отвор за одзрачивање како би пара могла да излази.   Међутим, није било отвора за пиће. 1986. године створен је поклопац Соло Травелер; налази се на изложби Музеја модерне уметности из 2004. „Скромна ремек-дела“.  Недавни дизајни поклопца попут Виоре побољшали су дизајн Соло Травелера, који има премали отвор за одзрачивање да би могло да уђе довољно ваздуха док се пије. Луиз Харпман, сувласница највеће светске колекције поклопаца кафе и коауторка књиге Coffee Lids (Princeton Architectural Press, 2018), сугерише да поклопци шољица за кафу „представљају велики помак у америчкој култури „to-go“ (за понети).

## Облици и величине

### Шољице за кафу у кафићу
Постоје шољице различитих величина, а типично су запремине 225, 336, 460, а понекад и 570 мл. Очекују се мале варијације међу разним кафетеријама, али ове величине су стандард. То су шоље за моку, лате и друга пића од кафе. Ове шоље се такође праве од порцелана.

### Капућино
Капућино се служи у сопственој шољи, порцеланској шољи од 171 мл која се служи на пратећем тањирићу. Величина шоље одражава традиционални капућино, пиће у размери 1:1:1. 57 мл еспреса, 57 мл млека, 57 мл интегрисане пене.

### Демитасе
Демитасе је шоља специјално израђена за еспресо. Капацитет је 60-80 мл, а служи се обично на тањирићу. Традиционални макијато: 2 дозе еспреса и гутљај пене такође се послужују у демитасе шољи, на пратећем тањирићу.

### Гибралтар или кортадо
Неке продавнице послужују кортадо у чаши Либеј Гибралтар од 4 унце, називајући пиће Гибралтаром. 

### Иновација облика
НАСА је дизајнирала „свемирске чаше“ за употребу астронаутима у Међународној свемирској станици. Шољице за кафу у посебно обликованом облику, које су 3Д штампане. 

## Материјали

### Порцелан
Порцелан омогућава задржавање топлоте и очување крема. Међутим, порцелан се брзо хлади због мехурића ваздуха у шољи. Крем је пена за кафу на врху еспреса. 

### Керамика
Керамика је општи термин за све глинене материјале, осим порцелана. То је чвршћи материјал од порцелана, а пошто је материјал дебљи, зидови чаша имају боље способности задржавања топлоте. Керамика је пожељан материјал када шоља за кафу мора бити робуснија и отпорна на оштећења.

### Папир
Папирне чаше могу бити обложене воском или пластиком како би се спречило цурење. Шољица од папира Антора, коју је Лесли Бак дизајнирао за компанију Шери Кап 1963. године, препозната је као иконски део свакодневног живота Њујорка.  Нажалост, чаше обложене пластиком, иако их је прихватило неколико постројења за компостирање, производе фрагменте пластике и загађују екосистеме у којима се прерађују. Једном када пластика контаминира животну средину, није се показала биоразградивом, а након великог накупљања готово је немогуће очистити.

### Бамбус
Шољице за кафу од бамбуса, промовисане као „природни“ производ, направљене су од влакана бамбуса залепљених лепком који садржи меламин и формалдехид. Немачка потрошачка група Стифтунг Варентест изразила је забринутост да употреба ових супстанци чини такве шоље опасном по здравље када се користе за топле напитке.

### Полистирен
Полистирен, понекад познат и као стиропор, користи се углавном због својих изолационих способности. Употреба полистирена је контроверзна у шољицама за кафу и другим посудама јер он није биоразградив,   главни је део морског отпада, тешко се рециклира и има различите здравствене ризике. Забрањен је као посуда за храну и пиће у неколико америчких градова, укључујући Портланд у држави Орегон; Сан Франциско, Калифорнија; и Амхерст, Масачусетс. Много више градова предлаже забрану ових шоља. 

## Јестиве шоље
Авио компанија Air New Zealand је недавно објавила своју последњу стратегију, како би летови смањили штетност на животну средину. Реч је о јестивим шољицама. Према извештајима, компанија годишње послужи невероватних осам милиона шољица кафе. Надају се да ће ова нова иницијатива помоћи при остварену циља – избацивању пластике.

### Омотач шоље за кафу
Омотачи за шољу за кафу су цилиндрични и чврсто се постављају преко папирнатих шоља за кафу без дршке како би руке изоловали од вруће кафе. Измислио га је и патентирао Џеј Соренсен 1993. године, а сада га често користе кафићи и други продавци који продају топле напитке у папирним чашама за једнократну употребу. Омотачи су обично направљени од текстурног картона, али се могу наћи и од других материјала.